# غلام حسين فرزامي
غلام حسين فرزامي (بالفارسية: غلامحسین فرزامی)، من مواليد 11 يوليو 1945، وتوفي بتاريخ 19 فبراير 2025، هو لاعب كرة قدم إيراني سابق، كان نجم لنادي تاج، وكان يلعب مركز وسط، انضم للمنتخب الإيراني عام 1966 ولعب 8 مباريات، وسجل هدفاً وحيداً، وكان من اللاعبين الذين حققوا لقب كأس آسيا في العاصمة الإيرانية طهران سنة 1968.